# Bastmossen
Bastmossen är en sumpmark i Finland. Den ligger i Sibbo i landskapet Nyland, i den södra delen av landet, 30 km norr om huvudstaden Helsingfors.